# Echinocereus fasciculatus
Echinocereus fasciculatus là một loài thực vật có hoa trong họ Cactaceae. Loài này được (Engelm. ex B.D.Jacks.) L.D.Benson mô tả khoa học đầu tiên năm 1969.

## Hình ảnh

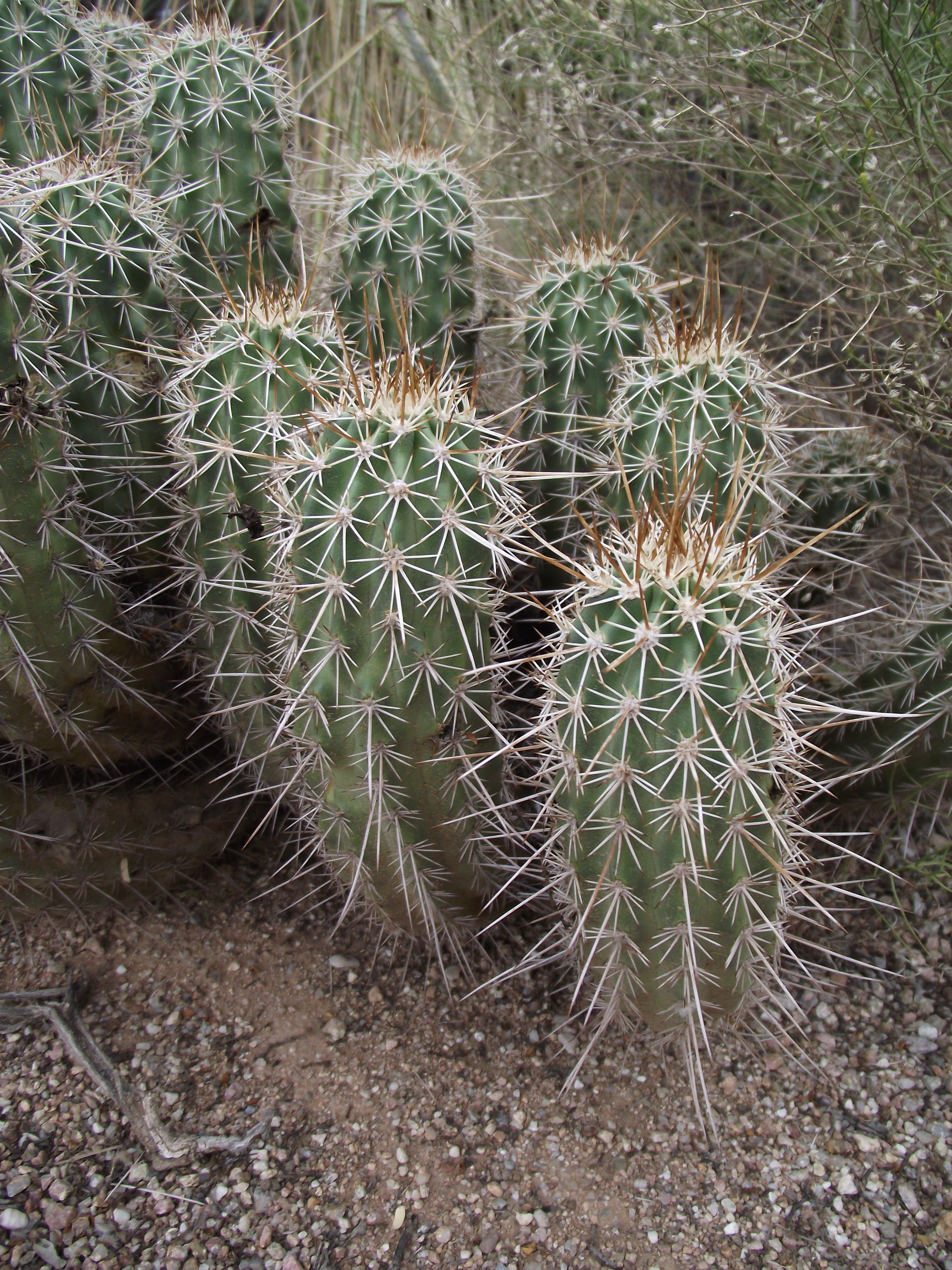
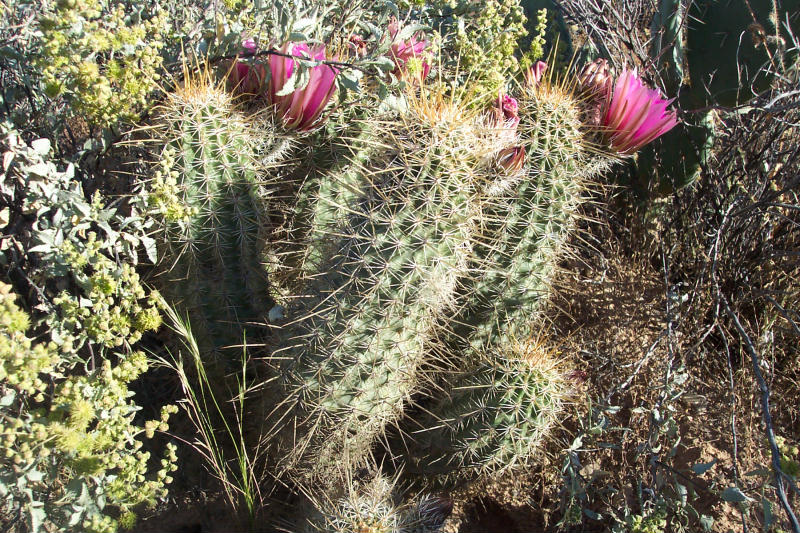
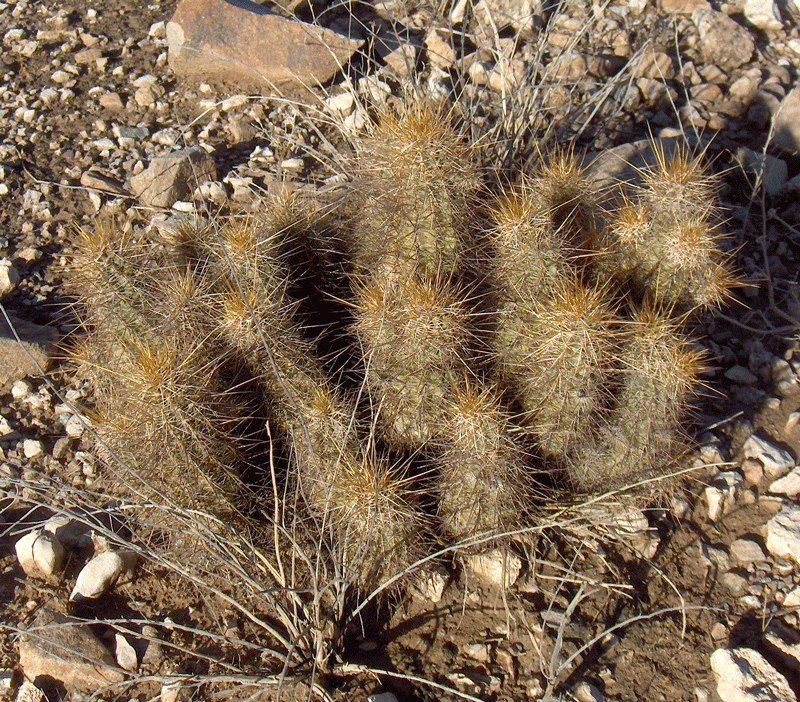